# Holzhausen bei Teisendorf
Holzhausen bei Teisendorf ist ein Gemeindeteil des Marktes Teisendorf im Landkreis Berchtesgadener Land im Regierungsbezirk Oberbayern.

## Geschichte
Bis 1803 gehörte das Kirchdorf zum Erzstift Salzburg, dann bis 1809 zum Herzogtum Salzburg. Am 19. September 1810 fiel es mit dem Rupertiwinkel an Bayern. Das bayerische Urkataster zeigt Holzhausen in den 1810er Jahren mit 15 Herdstellen und der Kirche mit ihrem damals noch ummauerten Gottesacker. Die Landgemeinde Holzhausen entstand mit dem bayerischen Gemeindeedikt von 1818 und umfasste die weiteren Orte:
| - Breitenloh - Buschachen - Doppel - Endorf - Grabenstadt - Geischberg - Gumperting - Hainbuch | - Heigelsberg - Helmbichl - Helming - Hintermoosham - Kirchbichl - Luß - Mehring - Oberstarz | - Osterloh - Ramstetten - Roidham - Schleifmühl - Starz - Stegreuth - Thannbichl - Trischlmauer | - Wimm - Wimmern - Wolfgrub |

Bis 31. Dezember 1971 war Holzhausen eine eigenständige Gemeinde und wurde zum 1. Januar 1972 im Zuge der Gebietsreform in Bayern in den Markt Teisendorf eingegliedert.

## St. Leonard-Kirche
Die katholische Filialkirche St. Leonhard ist ein spätgotischer Saalbau mit leicht eingezogenem Polygonalchor. Der barocke Ausbau stammt aus dem 17. Jahrhundert.

## Regelmäßige Veranstaltungen
In Holzhausen findet jährlich am Pfingstmontag eine der größten Brauchtumsveranstaltung der Gemeinde statt, der Leonhardiritt zu Ehren des Hl. Leonhard, Patron der Landwirtschaft und der Pferde. Die Tradition stammt aus dem 16. Jahrhundert; heutzutage findet dazu in der ersten Pfingstwoche ein Volksfest mit Bierzelt statt.